# Talajvíz
A talajvíz az édesvízkészlet azon része, ami a felső vízzáró réteg felett helyezkedik el, és kitölti a talajszemcsék közötti üres teret. Ezen víztömeg felső szintjét talajvízszintnek nevezik, ennek magassága függ a csapadék-, hőmérséklet- és nyomásviszonyoktól.

## Kialakulása
Talajvíz akkor keletkezik, amikor a csapadék vagy egyéb felszíni víz beszivárog a talajba. A talajvíz szintje évszaktól függően változik. A tavaszi olvadás hatására, illetve ősszel a jelentős mennyiségű csapadék miatt megnövekszik a talajvízszint. Az éves ingadozása akár egy-két méter is lehet. A talajvíz távolsága a felszíntől átlagosan 2-5 méterre tehető, ez a szint az esetek nagy részében követi a domborzatot. Szárazabb időszakokban a talajvíz mennyisége csökkenhet.

## Tartalma
A talajvíz oldott só és szervesanyag tartalma függ a talaj összetételétől és a növényzettől. A vízben található anyagok csoportosítása:
- oldott gázok
- oldott sók és szerves anyagok
- lebegő anyagok

A talaj azon tulajdonsága, hogy a pórusaiban víz tud áramlani, nagyon fontos a szennyező anyag transzport szempontjából. A talajvíz szennyezettsége elsősorban a benne található humin vagy ásványi anyagok következménye.
Súlyos szennyezések bekövetkezhetnek antropogén hatásra; így például balesetek vagy üzemzavarok következtében, de gyakran gyárak stb. rendes üzeme mellett is. A talajba bejutó szennyezőanyagok a talajvízáramlás következtében transzportálódnak. A talajvíz esetében a szennyezés megelőzése fontosabb, mint a kárelhárítás, amit sokkal nehezebb végrehajtani.

## A belvíz
Csapadékos években megemelkedik a talajvíz szintje, és a talajvíz belvíz formájában megjelenhet a felszínen. Ha a belvíz tartósan fennáll, károsíthatja vagy akár el is pusztíthatja a növényeket.

## Külső hivatkozások
- www.agrároldal.hu[halott link]
- innoproject
- en.groundwater